# Јаблонец на Ниси
Јаблонец на Ниси или Јаблонец над Нису (чеш. Jablonec nad Nisou) град је у Чешкој Републици. Јаблонец на Ниси је други по величини град управне јединице Либеречки крај, у оквиру којег је седиште засебног округа Јаблонец на Ниси.
Јаблонец на Ниси по светски познатој производњи украсног и накитног стакла.

## Географија
Јаблонец на Ниси се налази у северном делу Чешке републике. Град је удаљен од 105 км северно од главног града Прага, а од првог већег града, Либереца, свега 12 км југоисточно (и са њим чини већу агломерацију).

### Рељеф
Јаблонец на Ниси се налази на прелазу између две историјске покрајине, Бохемије и Лужице. Град се налази на јужним падинама планинском масива Крконоша (планина Јештед), на приближно 470 м надморске висине. Терен у граду и околини је веома покренут.

### Клима
Клима области Јаблонеца на Ниси је умерено континентална.

### Воде
Град Јаблонец на Ниси се налази близу изворишта реке Лужичке Нисе.

## Историја
Подручје Јаблонеца на Ниси било је насељено још у доба праисторије. Насеље под данашњим називом први пут се у писаним документима спомиње у 1356. године, а насеље је у 16. веку добило градска права. Већ тада су град и околина били махом насељени Немцима.
1919. године Јаблонец на Ниси је постао део новоосноване Чехословачке. 1938. године Јаблонец на Ниси, као насеље са немачком већином, је оцепљено од Чехословачке и припојено Трећем рајху у склопу Судетских области.
У Јаблонецу на Ниси је такође дошло до изразитог развоја архитектуре. Углавном се ради о сецесији које је јако утицала на град. У ово доба је настала сецесиска црквена зграда „Повишење најсветијег крижа“. Много грађевина има изглед новог историцизма нпр. новоренесансна зграда поште, историцизујућа зграда позоришта која има сецесијске ентеријере или зграда евангелистичке цркве у новоготици.
У међуратном раздобљу настале су доминанте у стилу функционализма- нова већница и Римскокатоличка црква „Најсветијег срца Исусовог“.
После Другог светског рата месни Немци су се присилно иселили из града у матицу. У време комунизма град је нагло индустријализован. После осамостаљења Чешке дошло је до опадања активности тешке индустрије и до проблема са преструктурирањем привреде.

## Становништво
Јаблонец на Ниси данас има око 46.000 становника и последњих година број становника у граду лагано расте. Поред Чеха у граду живе и Словаци и Роми.

## Партнерски градови
- Цвикау
- Будишин
- Кауфбојрен
- Ronse

## Галерија
- Стара градска кућа на Доњем тргу
- Црква свете Ане
- Једна од улица старог града
- Градско позориште